# یوش
یوش روستایی است از توابع بخش بلده شهرستان نور در استان مازندران ایران. این روستا به دلیل آن که زادگاه نیما یوشیج پدر شعر نو فارسی ، شهرت یافته‌ است.
روستای یوش در البرز مرکزی در میانه جاده‌ای آسفالته شرقی-غربی به طول ۱۱۰ کیلومتر (از چهل کیلومتری آمل در جاده هراز به نام پل هردرود تا پل زنگوله در جاده کندوان) واقع شده‌است.
اوزرود یکی از دو سرشاخه اصلی رود هراز از پایین دست و جنوب این روستا می‌گذرد.
اقتصاد این روستا از دامداری، باغداری و پرورش زنبور عسل می‌گذرد و محصولات عمده آن شیر، سرشیر، پنیر، کره، ماست، قره قروت، گردو، زردآلو، گیلاس، فندق، سیب، آلو، لواشک و عسل می‌باشد.

## منطقه کجور
محدوده تاریخی کجور از شمال به دریای مازندران از غرب به رود چالوس از شرق به سولده (نور) و از جنوب به دره نور محدود می‌شود. منطقه کجور به همراه کلارستاق، لنگا، تنکابن، سختسر و هوسم بخشی از رویان کهن بود که بعدها رسمتدار نام گرفت. رویان کهن از نواحی غربی طبرستان محسوب می‌شده‌است.

## جمعیت
این روستا در دهستان شیخ فضل‌الله نوری قرار داشته و براساس سرشماری سال ۱۳۸۵جمعیت آن ۱۵۴نفر (۵۷خانوار) بوده‌است. مردم این روستا به زبان مازندرانی
سخن می‌گویند.
نیما یوشیج راجب زبان مادری خود میگوید " من شاعر زبان تاتی ام " 
طی گفته برخی زبان شناسان زبان مازندرانی همان زبان تاتی هست